# Tweede Kamerverkiezingen 2006/Kandidatenlijst/Groen Vrij Internet Partij
Kandidatenlijst voor de Tweede Kamerverkiezingen 2006 van Groen Vrij!.

## De lijst
1. Wernard Bruining - 1.533
2. Simon Bouwkamp - 119
3. Ruud Beijer - 75
4. Joop Weber (niet verkiesbaar in kieskring 7) - 35
5. Cees Hendriks - 79
6. Simon Vinkenoog - 456

CDA · PvdA · VVD · SP · Fortuyn · GroenLinks · D66 · ChristenUnie · SGP · Nederland Transparant · PvdD · EénNL · PVV · Lijst 14 · Partij voor Nederland · CDDP · LibDem · VSP · Ad Bos Collectief · GVIP · Lijst 21 · Tamara's Open Partij · Solide Multiculturele Partij · hetZeteltje